# Jeong Gu
Jeong Gu  est un philosophe néoconfucianiste coréen. Il est né le 9 juillet 1543 à Seongju dans la province de Gyeongsang du Nord et mort le 5 janvier 1620. Son nom de plume était Hangang (한강, 寒岡), ses noms de courtoisie Doga (도가, 道可) et Gabo (가보, 可父).

## Œuvres
- Hangang munjip (한강문집, 寒岡文集)
- Taegeukmunbyeon (태극문변, 太極問辨)
- Garyejipramboju (가례집람보주, 家禮輯覽補註)
- Oseonsaengyeseolbunryu (오선생예설분류, 五先生禮說分類)
- Gaengjangrok (갱장록, 羹墻錄)
- Simgyeongbalhwe (심경발휘, 心經發揮)
- Simuijejobeop (심의제조법, 深衣製造法)
- Yegisangryeobunryu (예기상례분류, 禮記喪禮分類)
- Obokyeonhyeokdo (오복연혁도, 五福沿革圖)
- Toegyesangjeryemundab (퇴계상제례문답, 退溪喪祭禮問答)
- Gaejeongjujaseojeolyochongmok (개정주자서절요총목, 改定朱子書節要總目)
- Seonghyeonpung (성현풍, 聖賢風)
- Seonghyeonpungbeom (성현풍범, 聖賢風範)
- Susaeoninrok (수사언인록, 洙泗言仁錄)
- Yeomlakgaejangrok (염락갱장록, 濂洛羹墻錄)
- Gwanui (관의, 冠儀)
- Honui (혼의, 婚儀)
- Jangui (장의, 葬儀)
- Gyeui (계의, 稧儀)
- Yeokdaeginyeon (역대기년, 歷代紀年)
- Gogeumchungmo (고금충모, 古今忠謨)
- Chiranjeyo (치란제요, 治亂提要)
- Waryongji( 와룡지, 臥龍誌)
- Uianjipbang (의안집방, 醫眼集方)
- Gwangsasoljip (광사속집, 廣嗣續集)
- Changsanji (창산지, 昌山誌)
- Dongbokji (동복지, 同福志)
- Gwandongji (관동지, 關東志)
- Yeonggaji (영가지, 永嘉志)
- Pyeongyangji (평양지, 平壤志)
- Hamjuji (함주지, 咸州志)
- Jujasibunryu (주자시분류, 朱子詩分類)
- Gogeumhoisu (고금회수, 古今會粹)